# Новиков, Афанасий Игнатьевич
Афанасий Игнатьевич Новиков (27 мая 1899 года — не ранее 1945) — дорожный мастер Сухинической дистанции пути Московско-Киевской железной дороги. Герой Социалистического Труда (1943 г.).

## Биография
Афанасий Новиков родился 27 мая 1899 года в селе Снагость Рыльского уезда Курской губернии (ныне — Кореневского района Курской области) в многодетной крестьянской семье. По национальности русский. Получил четырёхклассное образование в сельской школе.
Участвовал в Гражданской войне. Весной 1918 года в составе отряда партизан сражался с немцами, вторгшимися в пределы России и войсками Гайдамацкого коша Слободской Украины. Участник боёв, проходивших на территории Курской губернии: сражался под Коренево, Рыльском, участвовал в обороне Льгова. Осенью 1919 года в составе 14-й армии воевал с Добровольческой армией Деникина.
После окончания Гражданской войны, весной 1923 года, Афанасий Новиков начал работать на железной дороге ремонтным рабочим станции Ворожба Московско-Киево-Воронежской железной дороги. К 1939 году стал дорожным мастером путевой ремонтной колонны 12-й Ворожбянской дистанции пути Московско-Киевской дороги.
В этой должности в июне 1941 года его застала Великая Отечественная война. С августа 1941 года ремонтные рабочие пути Московско-Киевской дороги трудились в условиях частых и ожесточённых вражеских бомбёжек. Под них попадали и путейцы, руководимые мастером Афанасием Новиковым, выходившие с честью из трудных испытаний.
В конце сентября 1941 года в связи с продвижением на восток немецких войск Новиков с группой путейцев 12-й дистанции был эвакуирован из Ворожбы. Афанасий Игнатьевич Новиков работал в коллективе Сухинической дистанции пути Московско-Киевской дороги. Зимой 1941—1942 года ему неоднократно приходилось восстанавливать разрушенные пути, пропускать к линии фронта броневые машины 10-го и 21-го отдельных дивизионов бронепоездов, базировавшихся в районе станции Сухиничи. Путейцы, руководимые А. И. Новиковым, обеспечивали бесперебойное продвижение воинских составов для 16-й армии Западного фронта.
В сентябре 1942 года по Постановлению Государственного комитета обороны на 15 прифронтовых и на ряде тыловых железных дорог создавались 47 стационарных Военно-эксплуатационных отделений (ВЭО). Бригада Новикова вошла в ВЭО-113 (Московского отделения Московско-Киевской железной дороги). Вскоре все работники стационарных ВЭО (в первую очередь путейцы и связисты) были переведены на казарменное положение. Жили в землянках, наскоро вырытых неподалёку от железнодорожных путей, ведь в случае объявления тревоги они должны были прибыть к местам восстановительных работ в числе первых.
В сложнейших условиях холодной зимы 1942 года путейские бригады из состава ВЭО-113 работали на участках Сухиничи — Занозная и Сухиничи — Фаянсовая. Под вражескими бомбежками и артиллерийскими обстрелами путейцы под руководством мастера Новикова на несколько сотен метров носили рельсы, шпалы, рельсовые накладки, необходимые для обеспечения ремонтных работ. Работали в метель и пургу, полуголодные, но обеспечивали бесперебойный пропуск воинских составов для армий Западного фронта. В Сухинической дистанции пути А. И. Новиков проработал до сентября 1943 года, когда станцию Ворожба освободили части 60-й армии.
Через несколько дней после освобождения родных мест Афанасий Новиков возвратился в Ворожбянскую дистанцию на должность дорожного мастера. Здесь ему вручили выписку из Указа о присвоении звания Героя Социалистического Труда.
Указом Президиума Верховного Совета СССР от 5 ноября 1943 года «за особые заслуги в деле обеспечении перевозок для фронта и народного хозяйства и выдающиеся достижения в восстановлении железнодорожного хозяйства в трудных условиях военного времени» Новикову Афанасию Игнатьевичу присвоено звание Героя Социалистического Труда.
После войны Афанасий Игнатьевич Новиков продолжал работать на железнодорожном транспорте. О дальнейшей судьбе ветерана—железнодорожника сведений нет.

## Награды
Награждён медалью «Серп и молот» Героя Социалистического Труда, орденом Ленина, тремя медалями, в том числе «За доблестный труд в Великой Отечественной войне 1941—1945 гг.»; знаком «Почетному железнодорожнику» (приказ НКПС № 697 от 21 ноября 1943 года).